# Indol-Test

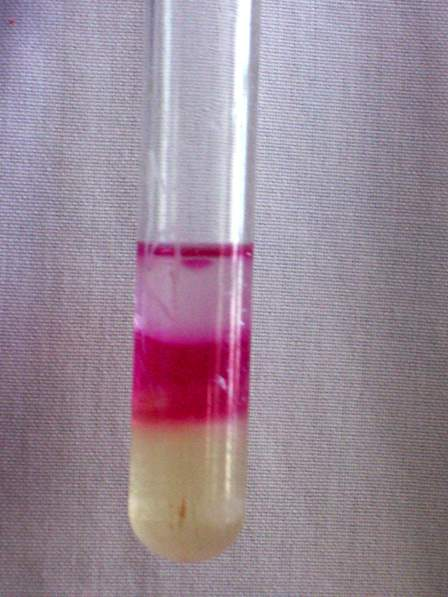
Positiver Indol-Test erkennbar an der rosafarbenen Schicht oben

Der Indol-Test ist ein einfaches biochemisches Verfahren zur Klassifikation von Bakterien (Bunte Reihe). Der Test dient zum indirekten Nachweis des Enzyms Tryptophanase. Tryptophanase spaltet Tryptophan 1 zu Indol 2, Pyruvat 3 und Ammoniak (bzw. Ammonium-Ionen):
Indol reagiert mit 4-(N,N-Dimethylamino)-benzaldehyd unter Bildung des roten Cyaninfarbstoff Rosindol, der in Alkohol, Ether und Chloroform löslich ist.
Das Indol-Reagenz, auch Kovacs-Reagenz, ist eine Lösung aus 5 % 4-(N,N-Dimethylamino)-benzaldehyd in einer Mischung von 75 % Isoamylalkohol und 25 % konzentrierter Salzsäure. Ein Bakterium ist Indol-positiv, wenn sich nach Zugabe des Indol-Reagenz eine Rotfärbung einstellt. Bleibt die Lösung farblos, ist das Bakterium Indol-negativ. Dieser Test dient zur Unterscheidung und Identifizierung von Bakterien, besonders von Enterobacteriaceae und ist ein Bestandteil der so genannten IMViC-Reaktionen.